# Секта Північна Хоссо

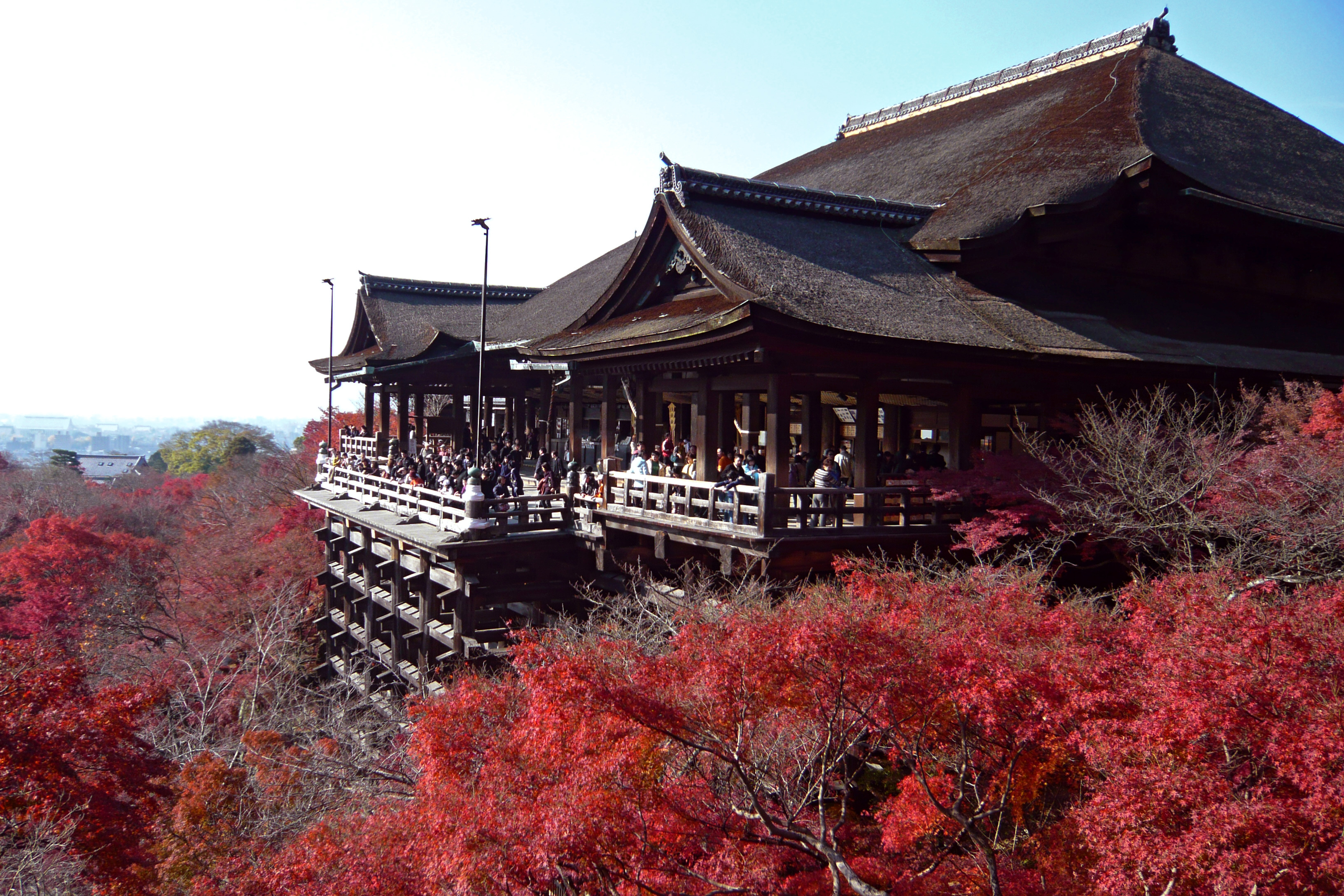
Монастир Кійомідзу.

Се́кта Півні́чна Хоссо́　(яп. 北法相宗, きたほっそうしゅう, МФА: [kʲita hoːs̚.soː ɕuː]) — буддистська секта в Японії. Відгалуження йогачари. Відокремилася від секти Хоссо 1965 року. Головний і єдиний осередок секти — монастир Кійомідзу в місті Кіото, розташований північніше міста Нари, центру секти Хоссо. Нараховує близько тисячі послідовників.

## Монастирі
- Монастир Кійомідзу